# Ciąża ektopowa

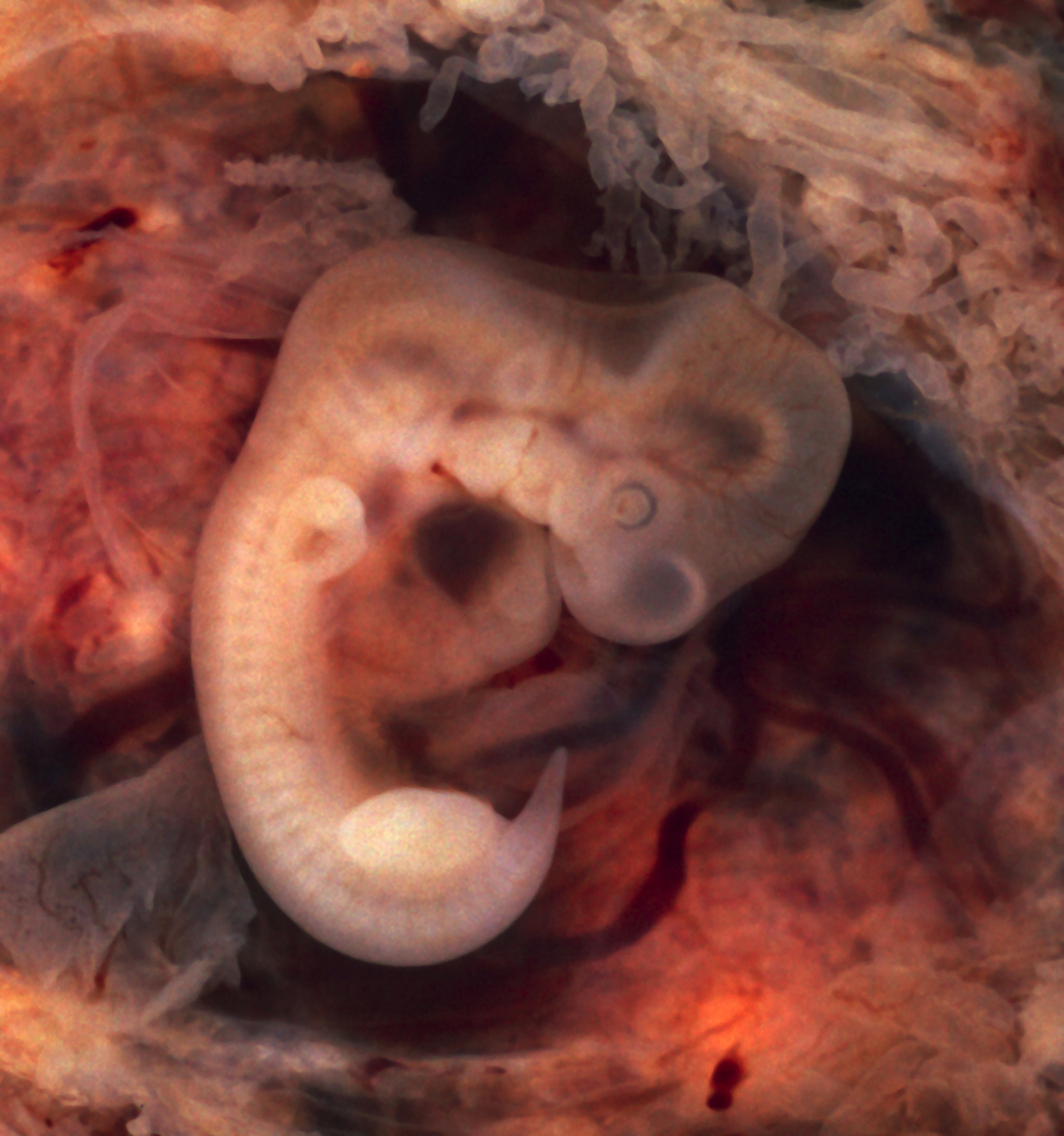
Ludzki zarodek w 7 tygodniu ciąży jajowodowej, wielkości 10 mm.

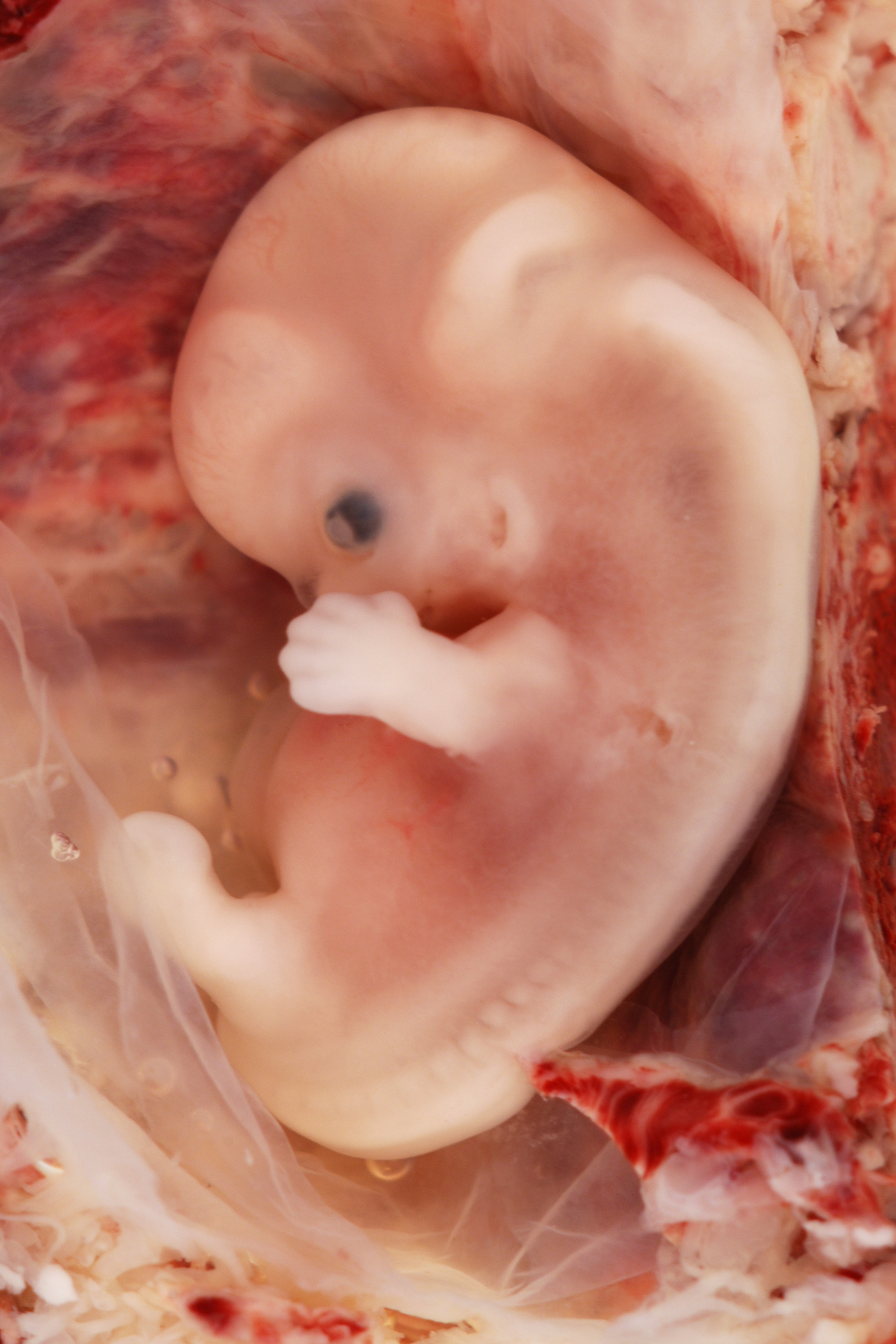
Ludzki zarodek w 9 tygodniu ciąży jajowodowej.

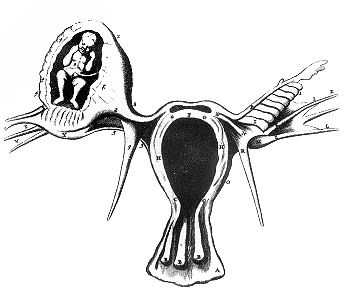
Ilustracja ciąży pozamacicznej (Regnier de Graaf, XVII wiek)

Ciąża ektopowa, ciąża pozamaciczna (łac. graviditas extrauterina) – ciąża, w której zapłodnione jajo płodowe ulega implantacji poza błoną śluzową jamy macicy. Zwykle jest zlokalizowana w obrębie jajowodu (97% przypadków), rzadziej w obrębie jajnika, otrzewnej lub szyjki macicy. Ze względu na lokalizacje wyróżnia się: ciążę jajowodową, jajnikową, brzuszną i inne. Ciąża pozamaciczna często kończy się poronieniem, ale może też być przyczyną pęknięcia jajowodu i niekiedy śmiertelnego krwotoku do jamy otrzewnej. Ciąża pozamaciczna stanowi przyczynę 10–15% zgonów kobiet w ciąży.

## Epidemiologia
Ciąża pozamaciczna stanowi około 2% wszystkich ciąż. Odsetek ten jest różny w zależności od rozpowszechnienia czynników ryzyka i statusu socjoekonomicznego w poszczególnych regionach świata. W krajach wysokorozwiniętych obserwuje się wzrost zapadalności.

## Rozpoznanie
Podejrzewać ciążę pozamaciczną należy zawsze w przypadku wystąpienia następujących objawów:
- zatrzymanie miesiączki
- pojawiające się krwawienie z dróg rodnych (po kilku tygodniach, zwykle w drugim miesiącu od zatrzymania miesiączki)
- ból brzucha.

W początkowym okresie przebieg jest bezobjawowy, następnie pojawiają się jednostronne bóle brzucha i plamienia, wreszcie nasilające się bóle powodują pojawianie się objawów ogólnych (bladość, poty, tachykardia), czyli symptomów rozwijającego się wstrząsu.

### Diagnostyka różnicowa
W diagnostyce różnicowej ciąży pozamacicznej należy uwzględnić:
- ciążę wewnątrzmaciczną
- zapalenie wyrostka robaczkowego
- poronienie samoistne
- pęknięcie torbieli jajnika
- skręcenie przydatków macicy
- endometriozę

## Czynniki ryzyka
Do czynników ryzyka ciąży pozamacicznej zalicza się:
- przebyte zapalenie narządów miednicy mniejszej[4], zwłaszcza zakażenie chlamydiami
- operacje jajowodów w wywiadzie
- techniki wspomaganego rozrodu
- wcześniejsze wystąpienie ciąż pozamacicznych.

## Lokalizacja
- ciąża jajowodowa (zarodek rozwija się w jajowodzie) – najczęstsza
  - w części bańkowej jajowodu (80%)
  - w cieśni jajowodu (12%)
  - w strzępkach jajowodu (5%)
- ciąża brzuszna (w obrębie jamy brzusznej; 1,4%)
- ciąża jajnikowa (w obrębie jajnika; 0,2%)[2]

Częstość lokalizacji ciąży pozamacicznej ulega modyfikacji w przypadku rozpatrywania grupy kobiet, u których uprzednio wystąpiła już ciąża jajowodowa, wtedy wzrasta jej ponowne ryzyko. U kobiet poddanych leczeniu metodami wspomaganego rozrodu rozpoznaje się częściej ciążę zlokalizowaną w jajniku – 3,2% wszystkich ciąż pozamacicznych.

## Przebieg
Z uwagi na to, że 97% ciąż pozamacicznych rozwija się w jajowodzie (najczęściej dochodzi do tej sytuacji w wypadku zaburzenia jego drożności), możliwe są dwie sytuacje:
- uwolnienie się jaja do jamy otrzewnowej, tak zwane poronienie trąbkowe (łac. abortus tubarius)
- pęknięcie jajowodu (łac. ruptura tubae uterinae), które przebiega z objawami wstrząsu.

## Leczenie
Stosuje się trzy strategie postępowania:
- postępowanie wyczekujące
- leczenie farmakologiczne (metotreksat)
- leczenie operacyjne (laparotomię lub laparoskopię).

## Klasyfikacja ICD10
| kod ICD10     | nazwa choroby               |
| ------------- | --------------------------- |
| ICD-10: O00   | Ciąża pozamaciczna          |
| ICD-10: O00.0 | Ciąża brzuszna              |
| ICD-10: O00.1 | Ciąża jajowodowa            |
| ICD-10: O00.2 | Ciąża jajnikowa             |
| ICD-10: O00.8 | Inna ciąża pozamaciczna     |
| ICD-10: O00.9 | Ciąża ektopowa nieokreślona |